# 博拉-维托托语系
博拉-维托托语系是一个分布于秘鲁东北部、哥伦比亚西南部和巴西西部的语系。

## 语言分类
- 博拉语族
  - 博拉语(Bora)
  - 穆伊纳内语(Muinane)

- 维托托语族
  - 奥凯纳语(Ocaina)
  - 维托托语支(Witoto)
    - Nipode
    - Minica-Murai
      - Minica
      - Murui

博拉-维托托语系还可能包括以下语言：
- Andoke